# Hubert Grouven
Hubert Grouven (* 18. August 1831 auf Burg Gudenau bei Bonn; † 16. Dezember 1884 in Dresden) war ein deutscher Agrikulturchemiker.

## Leben und Wirken
Hubert Grouven studierte Naturwissenschaften in Karlsruhe, Bonn und Heidelberg. In Karlsruhe wurde er Mitglied im Corps Franconia. Er erwarb den Doktortitel, doch sind Ort, Datum und Thema der Promotion nicht bekannt. Sein Interessensgebiet war die Agrikulturchemie. Nach dem Studium richtete er auf dem Landgut seiner Eltern in Bickendorf bei Köln ein agrikulturchemisches Laboratorium ein. Von 1854 bis 1858 hielt er im Auftrag des Landwirtschaftlichen Vereins zu Köln Vorträge vor Landwirten. In dieser Zeit entstand sein bekanntestes Werk „Vorträge über Agricultur-Chemie mit besonderer Rücksicht auf Thier- und Pflanzen-Physiologie“ (1859, mehrere Auflagen), ein Buch in dem besonders der lebendig geschriebene, mit persönlichen Bewertungen gewürzte Abschnitt über die Geschichte der Agrikulturchemie als ein hochinformatives Zeitdokument zu bewerten ist.
Von 1859 bis 1866 war Grouven Leiter der Agrikulturchemischen Versuchsstation Salzmünde (Provinz Sachsen). Die Ergebnisse der unter seiner Leitung dort durchgeführten Fütterungs- und Düngungsversuche hat er 1862, 1864 und 1868 in drei umfangreichen Sammelbänden („Berichte über die Arbeiten der agriculturchemischen Versuchsstation zu Salzmünde“) veröffentlicht. Besonders der dritte Band gilt aus heutiger Sicht als ein wichtiges Dokument zur Geschichte des Feldversuchswesens. Grouven hat hier die damals bestehenden methodischen Probleme bei der Durchführung von Düngungsversuchen mit Zuckerrüben beschrieben und Vorschläge unterbreitet, wie der Feldversuch zu einer wissenschaftlich fundierten Untersuchungsmethode weiterentwickelt werden kann.
Nach 1870 suchte Grouven nach Wegen, neue Stickstoffdüngemittel zu produzieren. Erste Überlegungen dazu hat er in seiner Schrift „Ueber die Ersatzfrage des Peru-Guano“ (1873) veröffentlicht. 1874 richtete er in seiner Wohnung in Leipzig ein chemisches Laboratorium ein und entwickelte ein Verfahren, aus dem organisch gebundenen Stickstoff der Bruchmoore Ammoniumsulfat herzustellen.

## Hauptschriften
- Vorträge über Agricultur-Chemie mit besonderer Rücksicht auf Thier- und Pflanzen-Physiologie. Verlag Assenheimer & Co. Köln 1859; 2. Aufl. Verlag Hassel Köln 1862; 3. Aufl. ebd. 1872 (Bd. 1) u. 1882 (Bd. 2); 4. Aufl. 2 Bde. ebd. 1889.
- Berichte über die Arbeiten der agriculturchemischen Versuchsstation zu Salzmünde. Verlag Wiegandt & Hempel Berlin, 3 Bde. 1862, 1864 u. 1868.
- Kritische Darstellung aller Fütterungs-Versuche und der daraus für den praktischen Gebrauch resultirenden chemischen Fütterungs-Normen. Verlag Hassel Köln 1863.
- Salzmünde. Eine landwirthschaftliche Monographie. Verlag Wiegandt & Hempel Berlin 1867.
- Ein Besuch in Asnières und Kritik der dort seit einem Jahr versuchten Methode zur Reinigung des Pariser Cloakenwassers. Verlag Wiegandt, Hempel und Parey Berlin 1867.
- Ueber die Ersatzfrage des Peru-Guano. Verlag Heinrich Schmidt Leipzig 1873.